# Cmentarz wojenny nr 167 – Ryglice
Cmentarz wojenny nr 167 w Ryglicach – zabytkowy cmentarz z okresu I wojny światowej, zaprojektowany przez Heinricha Scholza znajdujący się na terenie miasta Ryglice w powiecie tarnowskim. Jeden z ponad 400 zachodniogalicyjskich cmentarzy wojennych zbudowanych przez Oddział Grobów Wojennych C. i K. Komendantury Wojskowej w Krakowie. Należy do VI Okręgu Cmentarnego Tarnów.

## Opis
Położony na wzgórzu na zachód od rynku, niedaleko cmentarza parafialnego. Na planie prostokąta zbliżonego do kwadratu zajmuje powierzchnię 1129 m². Prowadzi do niego brama przykryta dachówką. Na pomniku centralnym znajduje się tablica z inskrypcją (tłum.): „Żaden wieniec nie zdobi czoła godniej niż miłość ojczyzny”.
Na cmentarzu pochowano 312 żołnierzy w 166 pojedynczych grobach i 30 mogiłach zbiorowych:
- 187 żołnierzy austro-węgierskich,
- 125 żołnierzy rosyjskich,

poległych 19 grudnia 1914 i 5–6 maja 1915.
Remont cmentarza przeprowadzono w 2001.

## Galeria

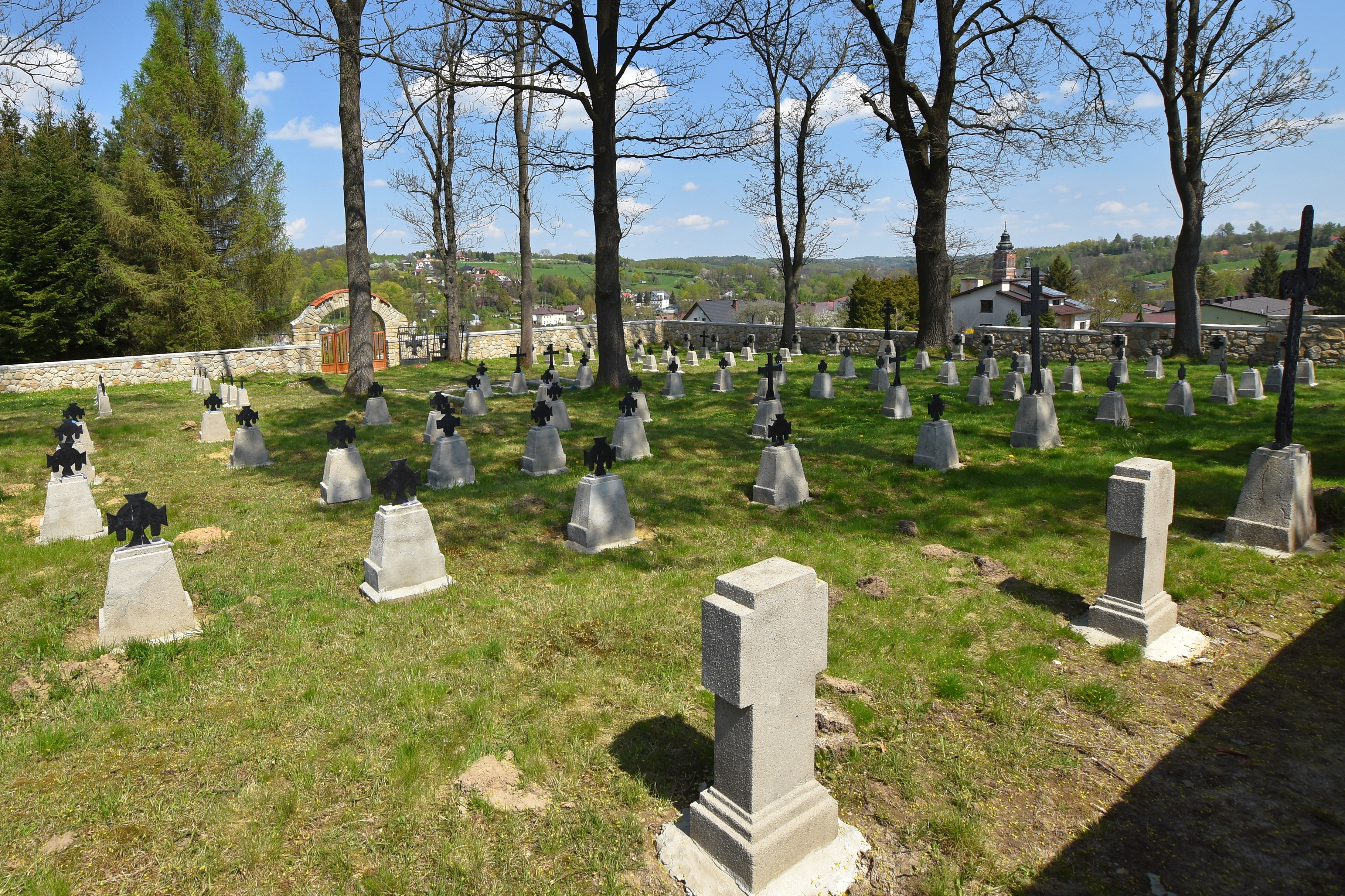
Fragment cmentarza
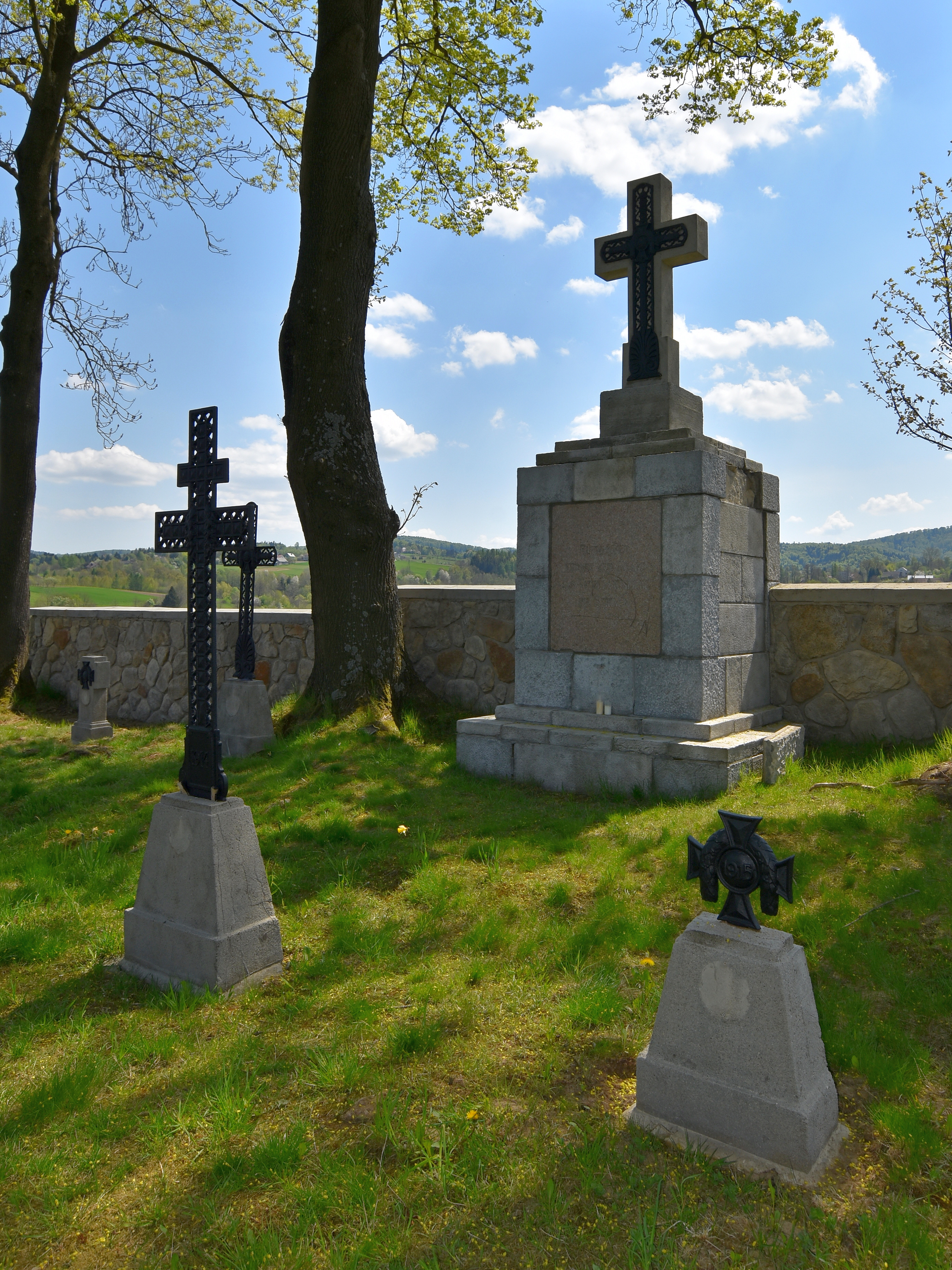
Pomnik centralny
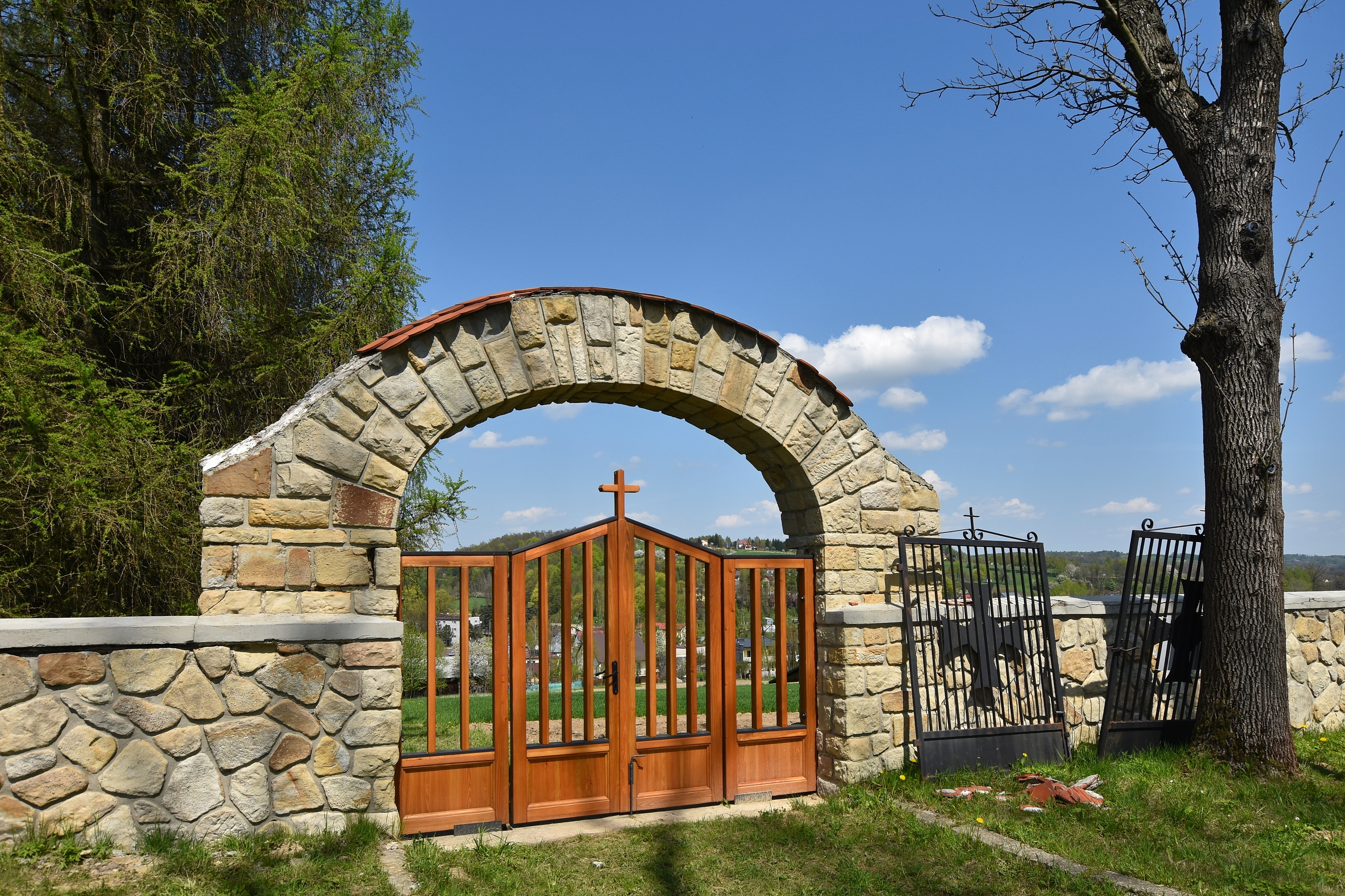
Brama wejściowa
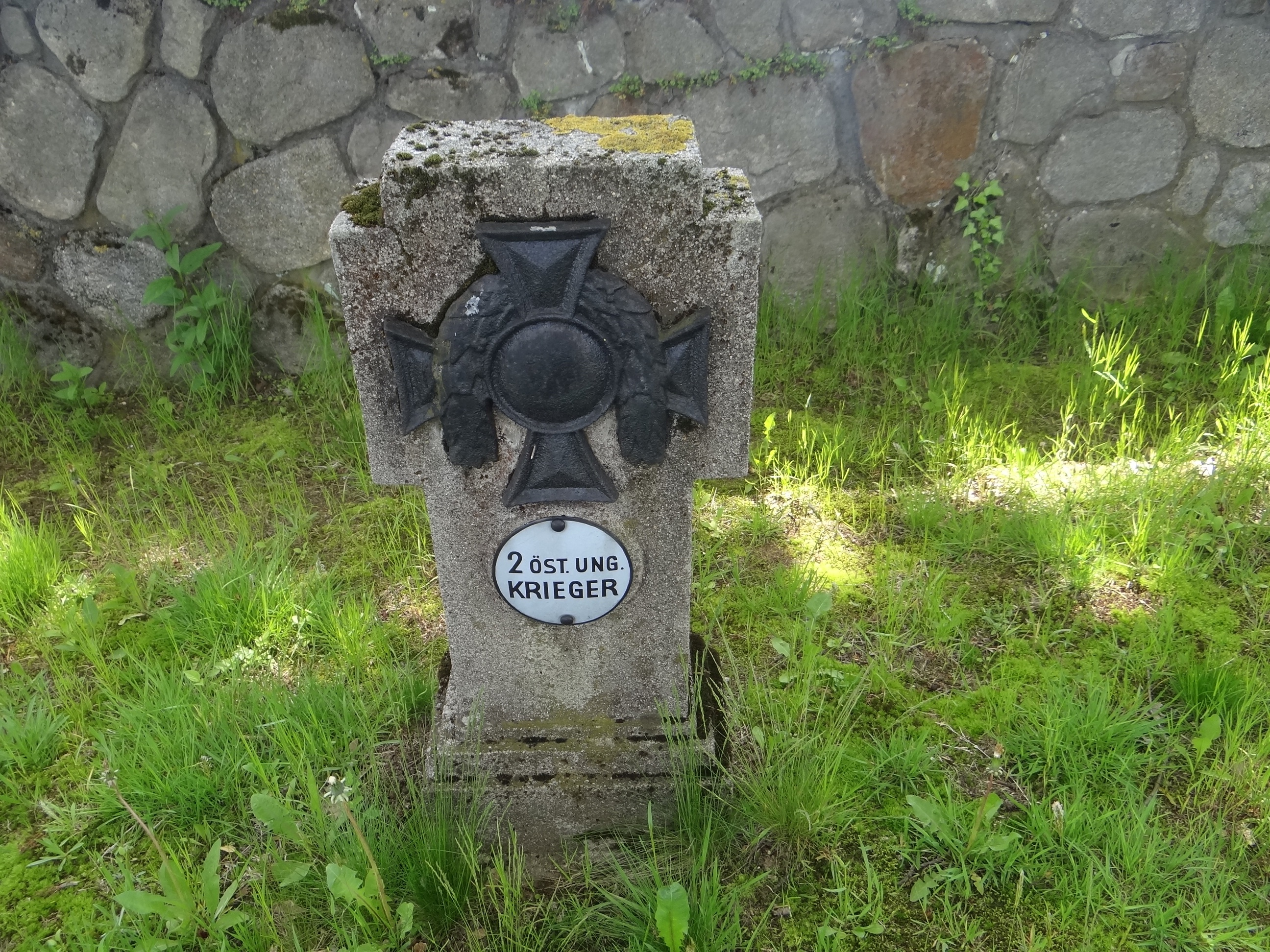
Nagrobek z austriackim krzyżem Ludwiga
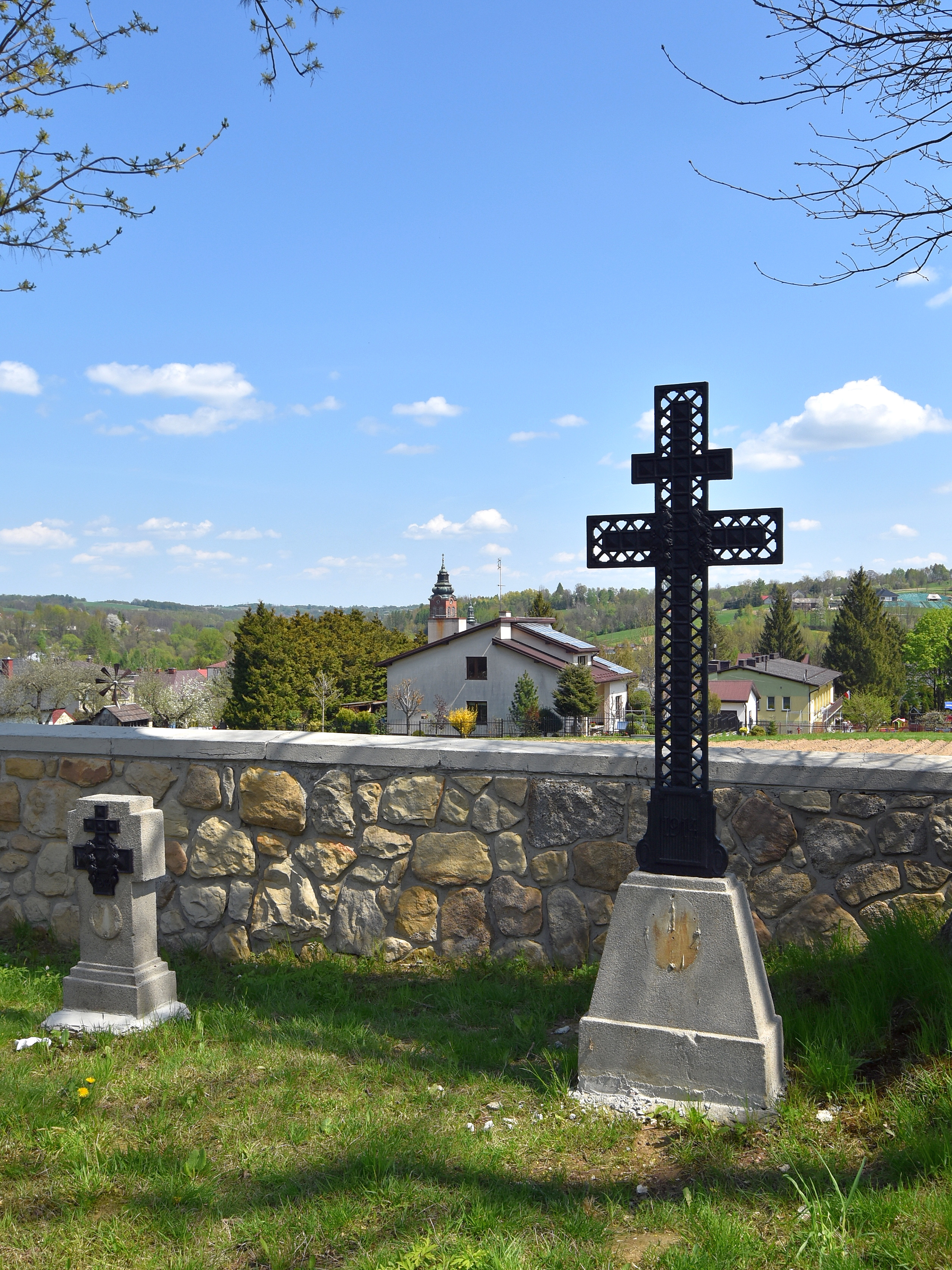
Rosyjski krzyż Ludwiga na mogile zbiorowej
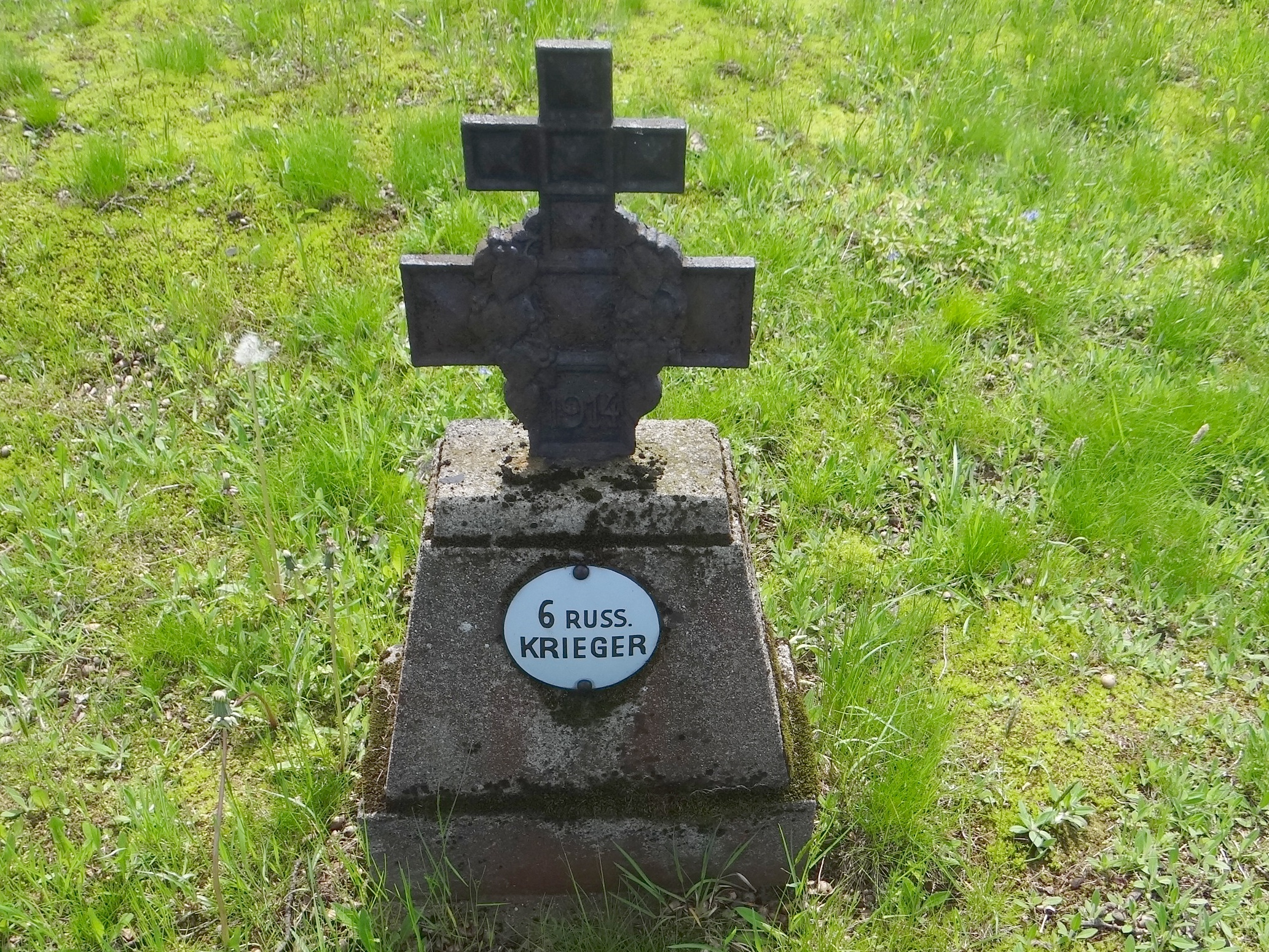
Nagrobek z rosyjskim krzyżem Ludwiga